# Проповедь Симона Кананита и Андрея Первозванного в Абхазии
Проповедь Симона Кананита и Андрея Первозванного в Абхазии — в некоторых церковных преданиях путешествие апостолов Симона Кананита и Андрея Первозванного в Абхазию с целью проповеди там учения Христа.

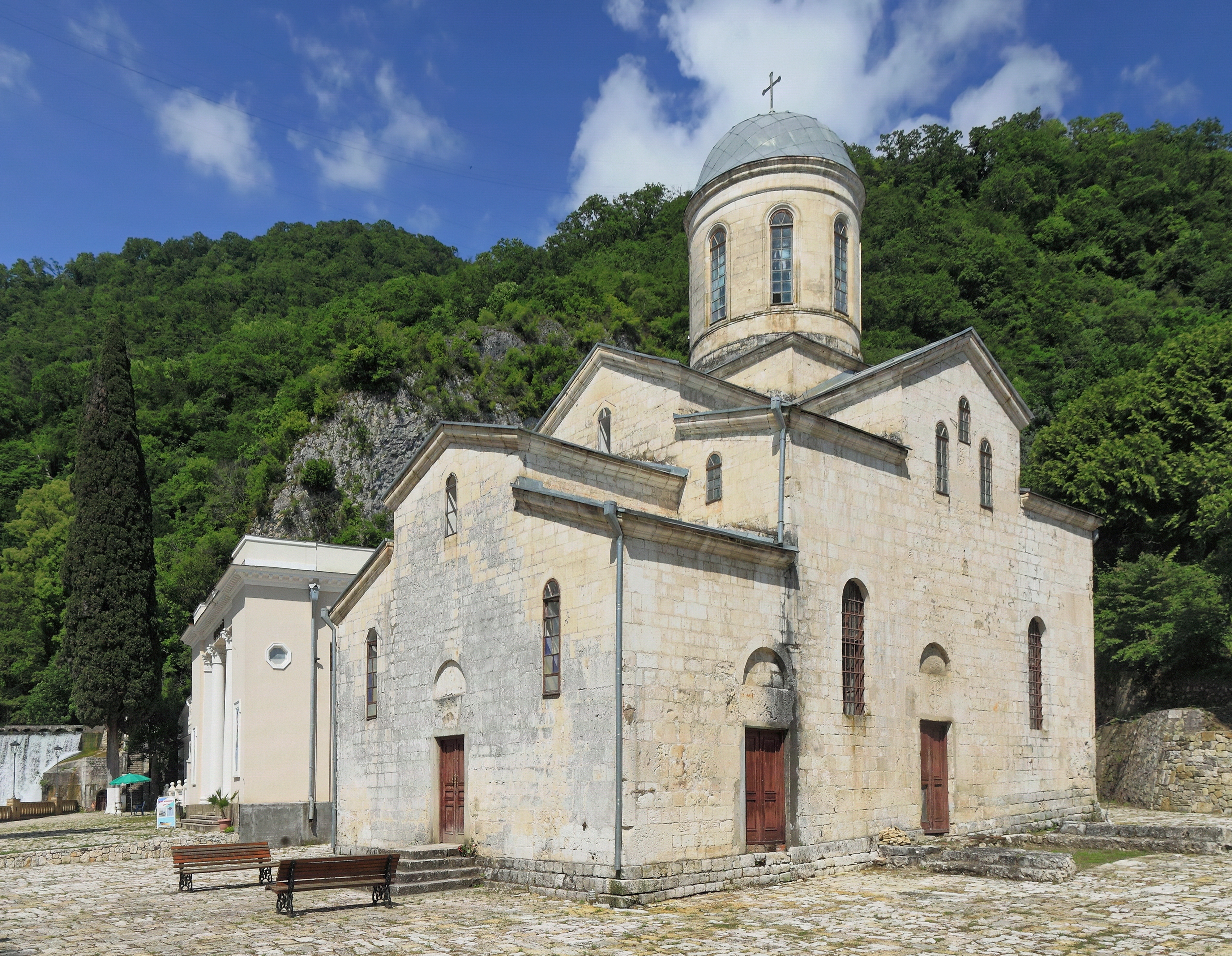
Церковь Симона Кананита в Абхазии

## С исторической точки зрения
Письменных свидетельств о проповеди Симона и Андрея в Абхазии сделанных при их жизни не было найдено. Обычно рассматриваются более поздние источники.
О жизни Симона Кананита упоминается в источнике XI века иеромонахом Георгием Хуцесмоназони, в его работе «Житие и деяния праведного и блаженного отца нашего Георгия Мтацминдели». Источник сообщает о том что Симон Кананит ушёл из жизни и был погребён в Абхазии. Также сообщается что его мощи находятся в неком городе Никопсия, который как говорит летопись находиться там же в Абхазии. При этом данные о месте смерти не всегда сходятся и разнятся. Другие источники сообщают о его смерти в Кавказской Иберии или Персии.

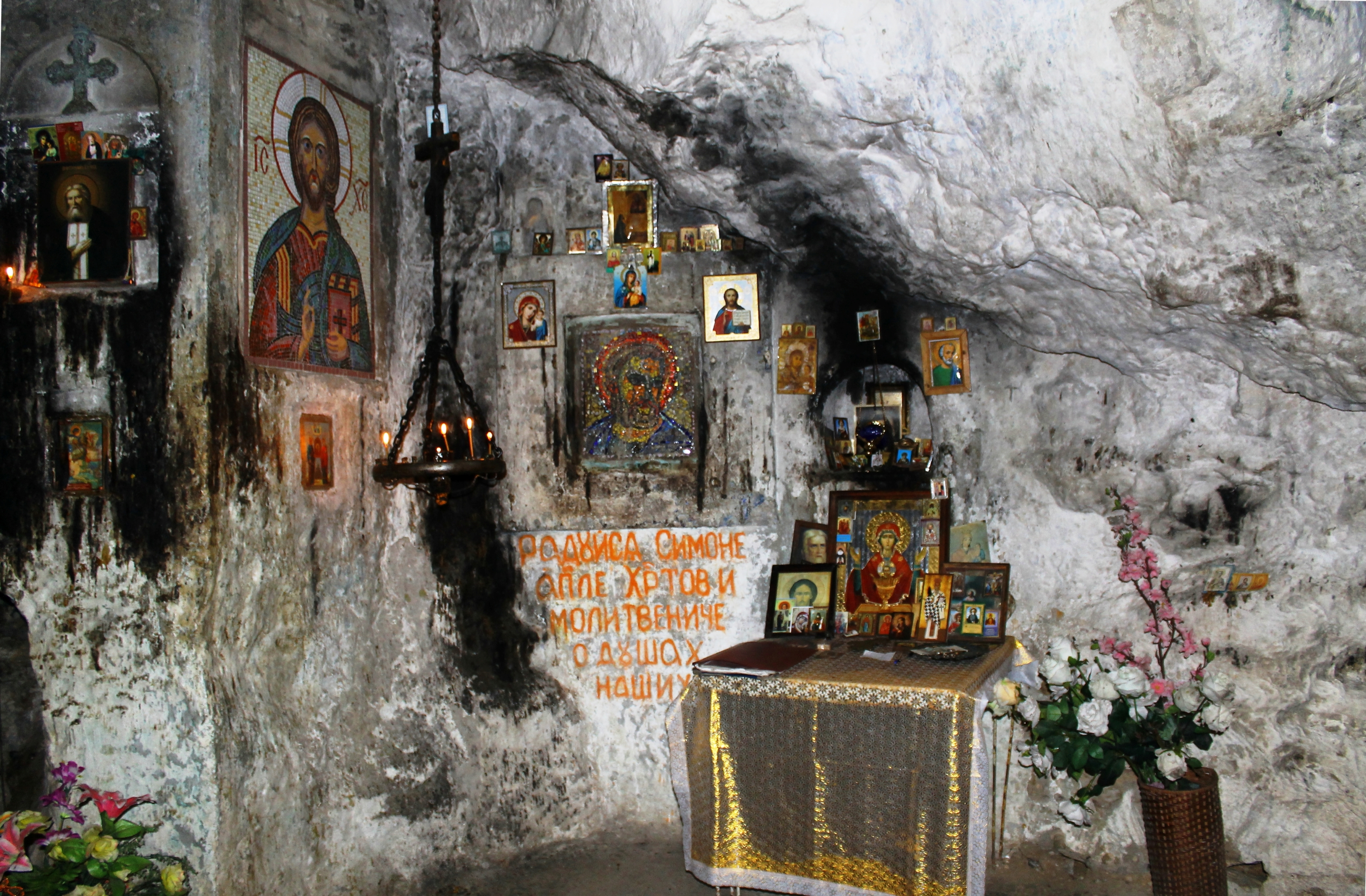
Пещера Симона Кананита в Абхазии

## В церкви
Абхазская православная церковь и в принципе широкие православные круга считают что Симон проповедовал вместе с Андреем в Абхазии, Андрей покинул Абхазию и отправился далее по черноморскому побережье. Симон же подвергся гонению со стороны язычников, вынужден был покинуть Себасатополис и обосноваться в пещере около современного Нового Афона, там он крестил местные протоабхазские племена и учил их Христовой вере за что вожди и жрецы возмущались. Преследуемый Симон у реки Псырцха около 55 года принял мученическую смерть. По одной версии от рук местных племён, а по другой от римлян.

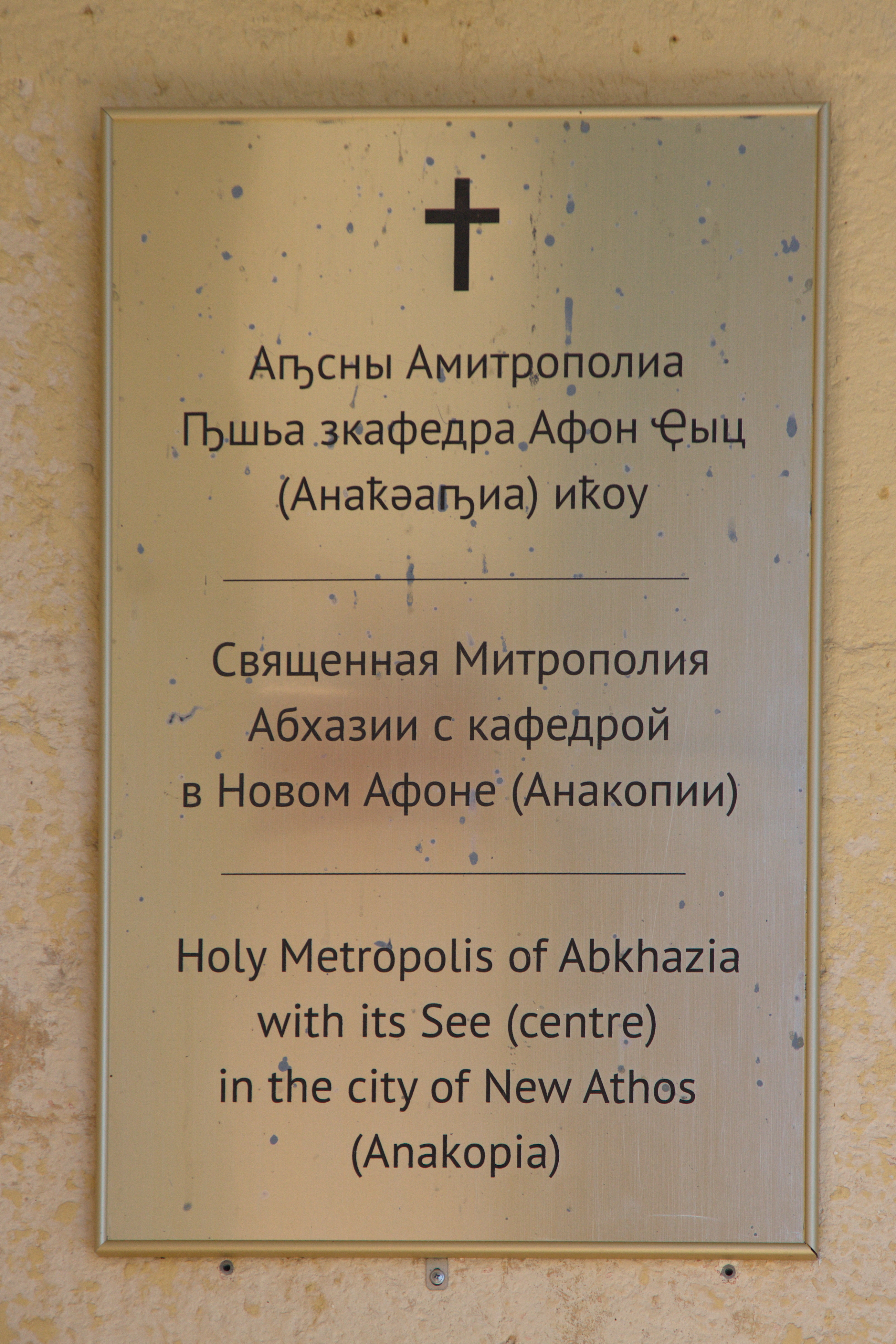
Кафедра абхазской митрополии в Новом Афоне

## В народе
Как сообщается в памяти народа Абхазии сохранились сказания о исцелениях людей апостолом Симоном и его молитвах на незнакомом языке. Существует легенда что красный оттенок камней у реки Псырцха на самом деле застывшая кровь Симона Кананита.